# Lucio Tutilio Luperco Ponziano
Lucio Tutilio Luperco Ponziano (in latino Lucius Tutilius Lupercus Pontianus; fl. II secolo) è stato un politico romano.

## Biografia
Vi sono due ipotesi principali sulle sue origini: secondo una, Lucio Tutilio Luperco Ponziano proverrebbe dall'Etruria, in particolare dalla città di Clusium; secondo un'altra, invece, proverrebbe dalla Spagna, in particolare dalla Lusitania o dalla Betica, ma essendo comunque discendente di una famiglia di origine centro-italica. Potrebbe essere inoltre stato il padre di una certa Tutilia Procula e il nonno di Lucio Tutilio Ponziano Genziano, console suffetto nel 183.
L'unica notizia certa sulla sua vita è che fu console ordinario nel 135 insieme a Publio Calpurnio Atiliano.